# Bunsen (Mondkrater)
Bunsen ist ein Einschlagkrater am nordwestlichen Rand der Mondvorderseite westlich des Oceanus Procellarum.
Im Südosten liegt der Krater Lavoisier, im Westen liegt von Braun.
Der Wall von Bunsen ist stark erodiert.
In seinem Inneren weist Bunsen die Bruchstrukturen eines Floor-fractured craters auf.
Bunsen hat vier Nebenkrater:
| Buchstabe | Position           | Durchmesser | Link |
| --------- | ------------------ | ----------- | ---- |
| A         | 43,13° N, 88,7° W  | 42 km       |      |
| B         | 44,19° N, 87,94° W | 21 km       |      |
| C         | 44,16° N, 89,8° W  | 19 km       |      |
| D         | 40,84° N, 86,66° W | 14 km       |      |

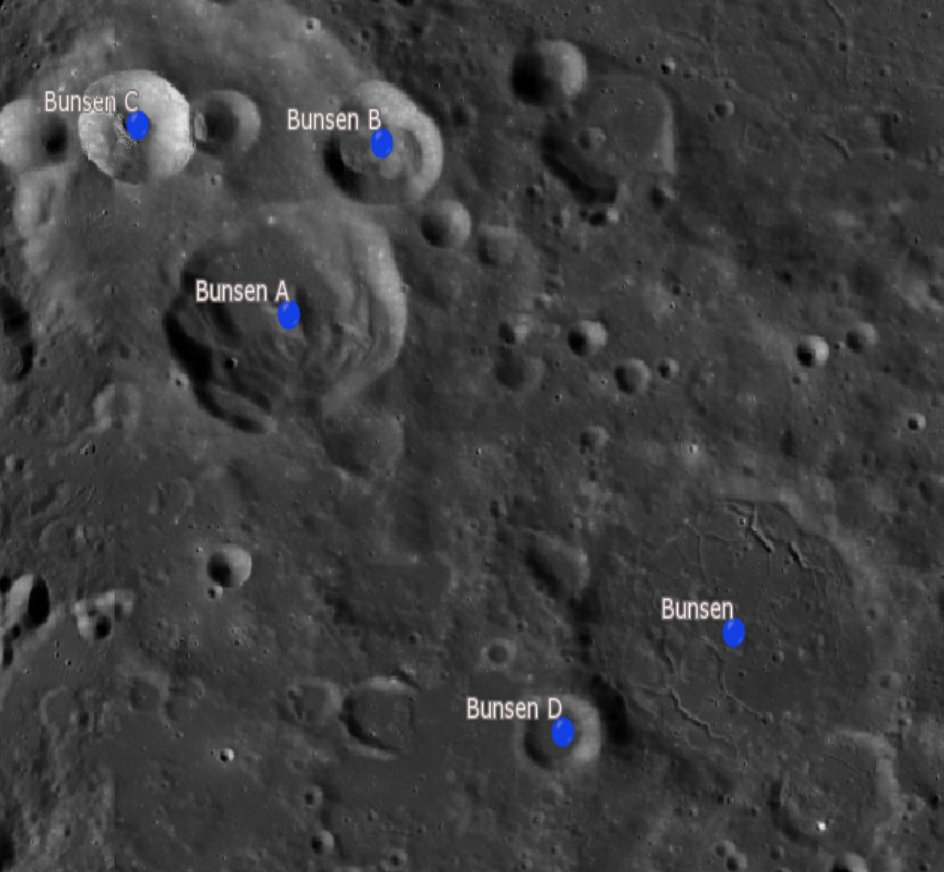
Bunsen mit seinen Nebenkratern

Der Krater wurde 1964 von der IAU nach dem deutschen Chemiker Robert Wilhelm Bunsen offiziell benannt.